# Eutreptopelma leucocheilum
Eutreptopelma leucocheilum är en stekelart som beskrevs av Gibson 1995. Eutreptopelma leucocheilum ingår i släktet Eutreptopelma och familjen hoppglanssteklar.
Artens utbredningsområde är:
- Colombia.
- Costa Rica.
- Ecuador.
- Nicaragua.
- Panama.
- Venezuela.

Inga underarter finns listade i Catalogue of Life.